# Guilherme von Linde
Guilherme von Linde (* 7. April 1870 in Uruguaiana in Rio Grande do Sul; † nach 1945), auch bekannt als Carlos Aleixo Frederico Guilherme Krum Von Linder oder Carl Axel Wilhelm Krum von Linden oder Carl Axel Wilhelm Krumlinde, war ein in Brasilien tätiger, schwedischstämmiger, brasilianischer Geschäftsmann mit legalen und illegalen Machenschaften.

## Leben und Wirken

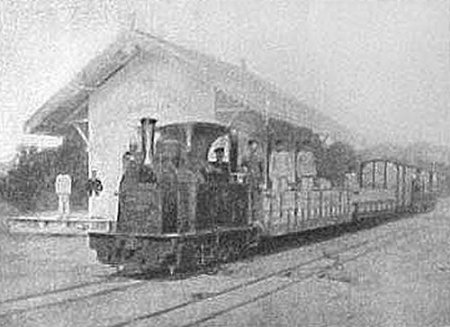
Decauville-Bahn Sapucaia – Benjamin Constant

1902 erhielt Guilherme von Linde einen Vertrag für den Bau der Decauville-Bahn Sapucaia – Benjamin Constant, konnte diesen aber bis zum 27. April 1903 nicht erfüllen, obwohl der Fertigstellungstermin zweimal verschoben wurde.
1905 gründete er mit Unterstützung der Staatsregierung Stützpunkte in Maranhão und erhielt die Lizenz, Gold aus dem Gebiet zwischen den Montes Áureos (Goldene Berge) und dem rechten Ufer des Gurupi-Flusses abzubauen. Er ließ sich daraufhin in Serra da Tira-Couro in Pará nieder. Dadurch entzog er sich den Angriffen der Urubus-Indianer (Ka'apor) und entwickelte eine freundschaftliche Beziehung zu den Ureinwohnern von Caámiranga und Itamaoari. Mit ihnen führte er Handelsgeschäfte zum Kauf von Gold durch, das diese in den Minen dieser Region abbauten.
Allerdings befand sich von Linde wegen der Goldminen von Gurupi und Piriá bereits 1906 häufigen Auseinandersetzungen mit den Bewohnern von Caámiranga und Itamaoari, die sich in den ungenutzten Gebieten des Staates befanden. Von Linde beanspruchte mithilfe gefälschter Dokumente die Minen und das Land, in dem sich die Dörfer Caámiranga und Itamaoari befanden, als sein Eigentum. In der Gemeinde Vizeu wurde daher eine polizeiliche Untersuchung eingeleitet.
Jorge Hurley inspizierte 1923 in Begleitung des Militäringenieurs und Kapitäns Josué Freire die Minen von Gurupi und versuchte zu zeigen, dass das Gebiet nicht Guilherme von Linde gehörte. Er beschuldigte ihn, in böser Absicht die Größe seiner Grundstücke vergrößern zu wollen. Von Lindes Argumente, diese Ländereien und Minen wiederzubekommen, wurden nacheinander entkräftigt. Das Land, in dem sich die Dörfer Caámiranga und Itamaoari befanden, lagen auf ungenutztem Staatsgebiet. Die Minen selbst, insbesondere die in den Montes Áureos (Goldene Berge), waren dem Baron Wilhelm Schüch von Capanema 1896 durch Gesetzesdekret Nr. 401 für den Goldbergbau gewährt worden und 1898 durch die von Nr. 609 und 610 erneuert worden. Schließlich wurde die Argumentation, die von Linde darüber führte, die Minen von Gurupi entdeckt zu haben, vollständig widerlegt.
Laut Hurley haben die Eingeborenen bzw. entlaufene Sklaven, als Linde nach Gurupi kam, bereits in den Minen Alegre, Anel, São Pedro und anderen Minen bergmännisch Gold geschürft und in der Nachbarschaft mehrere Plantagen mit Kaffee, Kakao, Orangenbäumen und anderen fruchtbaren Pflanzen angelegt, wie sie bei der gerichtlichen Inspektion durch das Alter der Bäume, die sie bei diesen Lagerstätten gepflanzt hatten, eloquent und eindeutig belegten. Diese Plantagen waren die stummen Zeugen, die die Behauptung Guilherme von Lindes zweifelsfrei widerlegten, 1920 die Minen von Gurupi entdeckt zu haben. Wenn seine Behauptung gestimmt hätte, hätten die in den Plantagen der Bergbaugebiete angepflanzten Bäume noch keine Früchte tragen können.
Ein Kurzbericht in Mineração e Metalurgia erwähnt, dass Guilherme von Linde 1945 in der Stadt Granja im Nordwesten von Ceará lebte, wohin er sich wohl nach seiner Enteignung zurückgezogen hatte. Danach verläuft sich seine Spur.